# Чирки (Новгородская область)
Чирки — деревня в Валдайском районе Новгородской области.

## География
Соседние деревни: Шилово, Семеновщина, Дворец, Долгие Горы. Рядом с деревней находится Валдайский национальный парк. Деревня названа в честь птиц — Чирков. Их в деревне очень много. Деревня стоит на реке Кобыльщина. Река впадает в лесное озеро. В лесу который находится совсем близко растет очень много ягод, грибов, растений. Очень чистый воздух.

## История
До революции в деревне находилось 130 домов и дворов. На данный момент в деревне есть два жилых дома.

## Население
| 2010 |
| ---- |
| 0    |

## Транспорт и связь
До ближайшей автобусной остановки 6 км.
Деревню обслуживает сельское отделение почтовой связи Дворец (индекс 175431).